# Aniche
Aniche (verouderd Nederlands: Anik) is een gemeente in het Franse Noorderdepartement (Frans: département du Nord) in de regio Hauts-de-France. De plaats maakt deel uit van het arrondissement Douai. Aniche telde op 1 januari 2022 10.001 inwoners.

## Geografie
De oppervlakte van Aniche bedroeg op 1 januari 2022 6,52 vierkante kilometer; de bevolkingsdichtheid was toen 1.533,9 inwoners per km².. In de gemeente ligt het gesloten spoorwegstation Aniche.

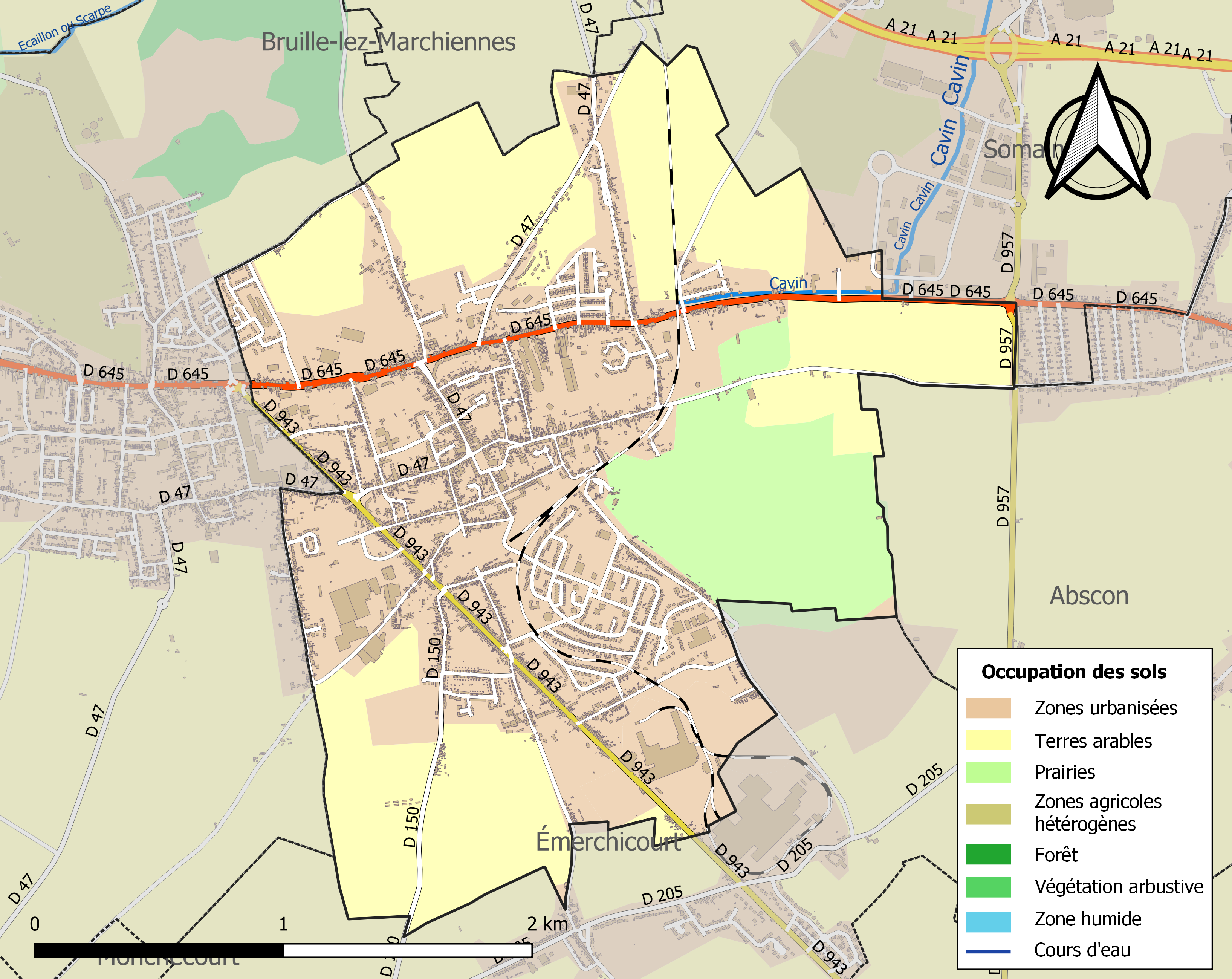
Kaart van de gemeente met belangrijkste infrastructuur, bodemgebruik en omliggende gemeenten

## Demografie
Onderstaande figuur toont het verloop van het inwonertal (bron: INSEE-tellingen; cijfers inwoneraantal volgens de definitie "population sans doubles comptes").